# Actinoptera shirakiana
Actinoptera shirakiana är en tvåvingeart som beskrevs av Munro 1935. Actinoptera shirakiana ingår i släktet Actinoptera och familjen borrflugor.
Artens utbredningsområde är Taiwan. Inga underarter finns listade i Catalogue of Life.